# Io sono curiosa
Io sono curiosa (Jag är nyfiken - en film i gult, lett. "Io sono curiosa - Un film in giallo") è un film del 1967 diretto da Vilgot Sjöman, con Lena Nyman. Il film doveva essere parte di un lungometraggio di tre ore insieme al film Jag är nyfiken - en film i blått (lett. "Io sono curiosa - Un film in blu"), ma per la distribuzione venne diviso in due parti. I film sono chiamati come i colori della bandiera svedese: giallo e blu.
Il film è stato menzionato nel libro C'era una volta a Hollywood di Quentin Tarantino. 

## Trama
Lena, giovane attrice ventenne islandese appassionata di giustizia sociale, vuole conoscere tutto ciò che riguarda la vita e la realtà. Comincia a raccogliere informazioni su chiunque e su qualunque cosa, memorizzando i suoi risultati in un archivio. Inoltre sperimenta la sessualità, l'attivismo politico e prova anche a sperimentare una vita ascetica meditando, studiando la non violenza e praticando lo yoga. Lena inoltre deve partecipare come attrice protagonista di un film sulla giustizia sociale diretto dal suo amante, Vilgot Sjöman. Tutto però si complica quando Lena si innamora di Björn, un giovane attore.

## Estetica e stile
Il film fu una pietra miliare che aiutò a determinare l'emergente cambiamento nel cinema svedese degli anni sessanta. Come nella Nouvelle Vague, la storia del film non è strutturata in stile hollywoodiano. Il film contiene anche elementi documentaristici, come alcuni filmati di repertorio su Martin Luther King, nel film intervistato da Sjöman riguardo al suo punto di vista sulla disobbedienza civile. L'intervista venne filmata nel marzo del 1966, quando King e Harry Belafonte giunsero a Stoccolma per ricercare il supporto svedese ai diritti degli afroamericani.

## Censura
Il film include varie scene esplicite di nudità integrali e di rapporti sessuali completi. Controversa fu una scena in cui Lena bacia il pene del suo amante. Nel 1969 il film fu bandito nello Stato del Massachusetts perché ritenuto pornografico. Comunque, dopo un processo presso la Corte Distrettuale per il distretto del Massachusetts, il Secondo Circuito non considerò il film osceno.

## Reazioni
Le prime accoglienze per il film furono ostili con Vincent Canby del New York Times, affermano che: "Non sono molto affezionato a questo tipo di cinematografia, che cerca di disarmare le critiche sfruttando la mancanza di forma come significativo a sé stesso".
Un piromane incendiò l'Heights Theater a Houston durante una proiezione del film.

## Riconoscimenti
Guldbagge - 1968
Miglior attrice a Lena Nyman